# Constelación

La constelación de cáncer

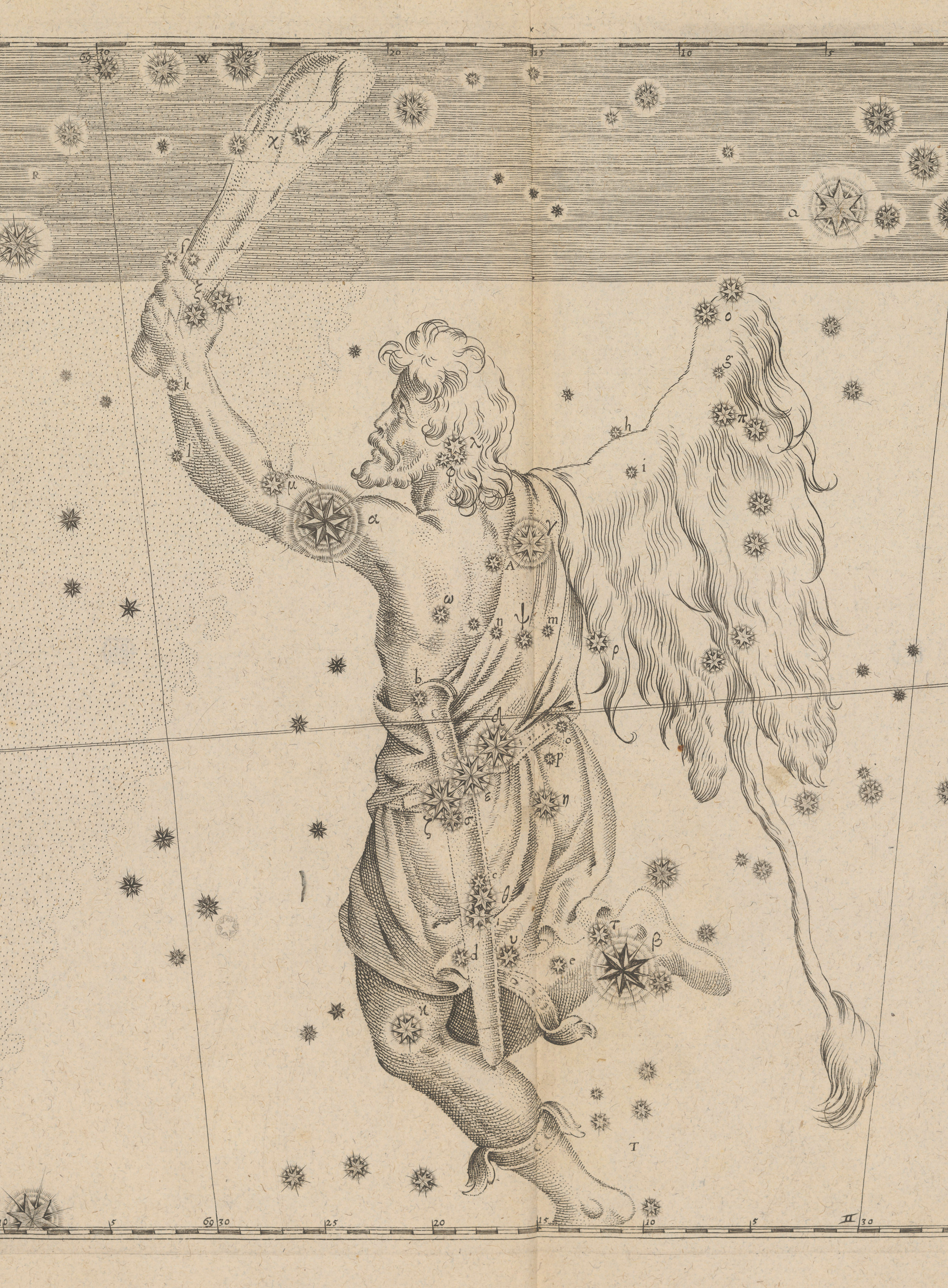
Representación de la constelación de Orión en el libro Uranometria de Johann Bayer.

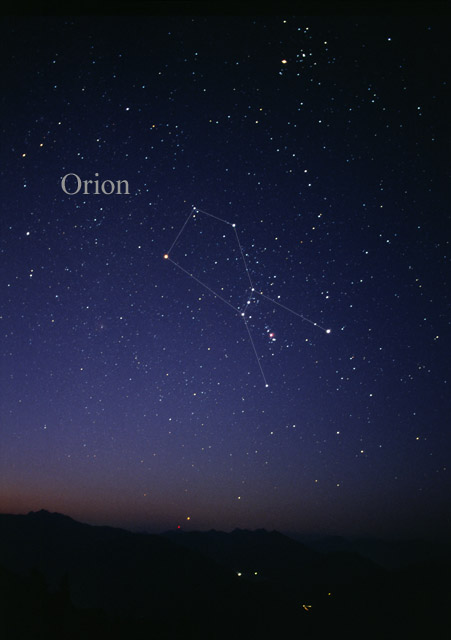
Constelación de Orión

Una constelación, en astronomía, es el límite en que está dividida la bóveda celeste, cada una está conformada por la agrupación convencional de estrellas, cuya posición en el cielo nocturno es aparentemente invariable. Los pueblos, generalmente de civilizaciones antiguas, decidieron vincularlas mediante trazos imaginarios, creando así siluetas virtuales sobre la esfera celeste. En la inmensidad del espacio, en cambio, las estrellas de una constelación no necesariamente están localmente asociadas; y pueden encontrarse a cientos de años luz unas de otras. Además, dichos grupos son completamente arbitrarios, ya que distintas culturas han ideado constelaciones diferentes, incluso vinculando las mismas estrellas.
Algunas fueron ideadas hace muchos siglos por los pueblos que habitaban las regiones del Medio Oriente y el Mediterráneo. Otras, las que están más al sur, recibieron su nombre de los europeos en tiempos más recientes al explorar estos lugares hasta entonces desconocidos por ellos, aunque los pueblos que habitaban las regiones australes ya habían nombrado sus propias constelaciones de acuerdo a sus creencias.
Se acostumbra a separar las constelaciones en dos grupos, dependiendo el hemisferio celeste donde se encuentren:
- constelaciones septentrionales, las ubicadas al norte del ecuador celeste
- constelaciones australes, al sur.

A partir de 1928, la Unión Astronómica Internacional (UAI) decidió reagrupar oficialmente la esfera celeste en 88 constelaciones con límites precisos, tal que todo punto en el cielo quedara dentro de los límites de una figura. Antes de dicho año, eran reconocidas otras constelaciones menores que luego cayeron en el olvido y dejaron de ser reconocidas; muchas, ya no se recuerdan. El trabajo de delimitación definitiva de las constelaciones fue llevado a cabo fundamentalmente por el astrónomo belga Eugène Joseph Delporte y publicado por la UAI en 1930.

## Historia

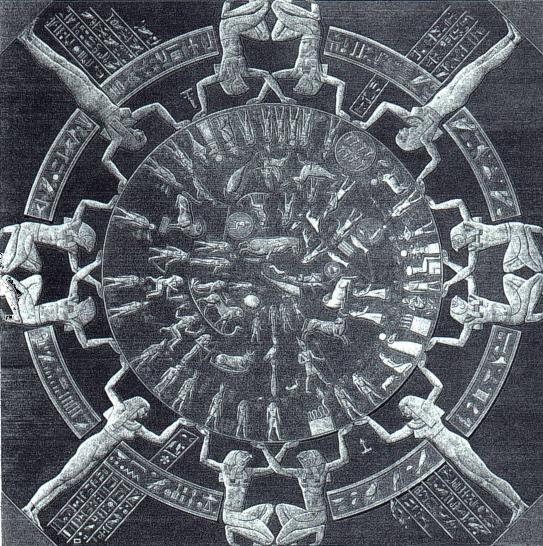
Placa tallada en el templo de Hator de Dendera (Egipto), alrededor del 50 AC, que representa las constelaciones zodiacales.

Debido al tiempo transcurrido y a la falta de registros, es difícil conocer el origen preciso de las constelaciones más antiguas. Se cree que el interés de los antiguos pueblos por la disposición de las estrellas tuvo motivos fundamentalmente prácticos, usualmente con propósitos agrícolas, de viaje y religiosos. Se usaban para medir el tiempo y las estaciones. Servían de orientación a navegantes y mercaderes cuando realizaban travesías durante la noche, ya fuese por mar o por el desierto. Así, imaginando figuras con las cuales relacionar los grupos de estrellas les sería más fácil y seguro recordar las rutas a seguir. Además, creaban narraciones de lo que representaban, se encuentran recogidas en la mitología y la astrología.
Tal parece que Leo, Taurus, y Escorpio, existían desde antiguo en la cultura de Mesopotamia, unos 4000 años antes de la era común, aunque no recibían esos nombres necesariamente. La constelación de Orión era conocida como Sahu en el Antiguo Egipto. El griego Homero la menciona con su nombre actual en su obra Odisea que data del siglo IX a. C. El Zodíaco, dividido en doce constelaciones, surgió en Babilonia durante el reinado de Nabucodonosor II siglo VI a. C., vinculado a las doce lunaciones anuales. Lo adoptará la cultura griega, dándole a las constelaciones los actuales nombres. Así, de las 88 constelaciones adoptadas por la UAI, casi la mitad provienen de la imaginación de los astrónomos de la antigua Grecia.
La compilación exhaustiva de constelaciones más antigua conocida se remonta a Claudio Ptolomeo, quien en el siglo II a. C. presentó un catálogo de 1022 estrellas, agrupadas en 48 constelaciones, en su obra Almagesto; la obra fue escrita en griego, con el título Ἡ μεγάλη Σύνταξις (He Megále Síntaxis: ‘el gran tratado’). Dicho trabajo, que será la base de muchos resúmenes astronómicos occidentales posteriores, hasta finales de la Edad Media, solo incluía las estrellas visibles desde Alejandría, lugar desde donde Ptolomeo llevó a cabo sus observaciones.

### Constelaciones chinas
Las constelaciones chinas son uno de los agrupamientos estelares más antiguos del mundo. Estas son muy diferentes de las modernas constelaciones reconocidas por la UAI (que se basan en la astronomía griega); esto se debe principalmente a que el desarrollo de la astronomía china fue independiente, aunque paralelo a la griega.
Los astrónomos chinos dividieron el cielo en 31 regiones, llamados 3 recintos (三垣 sān yuán) y 28 mansiones (二十八宿 èrshíbā xiù). Los tres recintos ocupan la zona cercana al polo norte, por lo que en las latitudes altas se pueden ver durante todo el año, mientras las veintiocho mansiones ocupan la zona del zodiaco, por lo que pueden ser estimados como el equivalente a las doce constelaciones zodiacales occidentales. Contrariamente a la astronomía occidental, las veintiocho mansiones no reflejan el movimiento (aparente) del Sol sino el movimiento de la Luna en su recorrido mensual alrededor de la Tierra.
Los tres Recintos y las 28 Mansiones se dividen además en 283 asterismos. Cada estrella se asigna a uno de los asterismos e incluso algunos de ellos solo poseen una estrella. Tradicionalmente, una estrella lleva el nombre de su asterismo combinado con un número.
El cielo alrededor del polo sur celeste se desconocía en la antigua China. Por lo tanto, no se incluyó como parte de los tres recintos y las 28 mansiones. Sin embargo, a finales de la dinastía Ming, Xu Guangqi introdujo otros 23 asterismos basado en las cartas estelares occidentales.

### Constelaciones hindúes

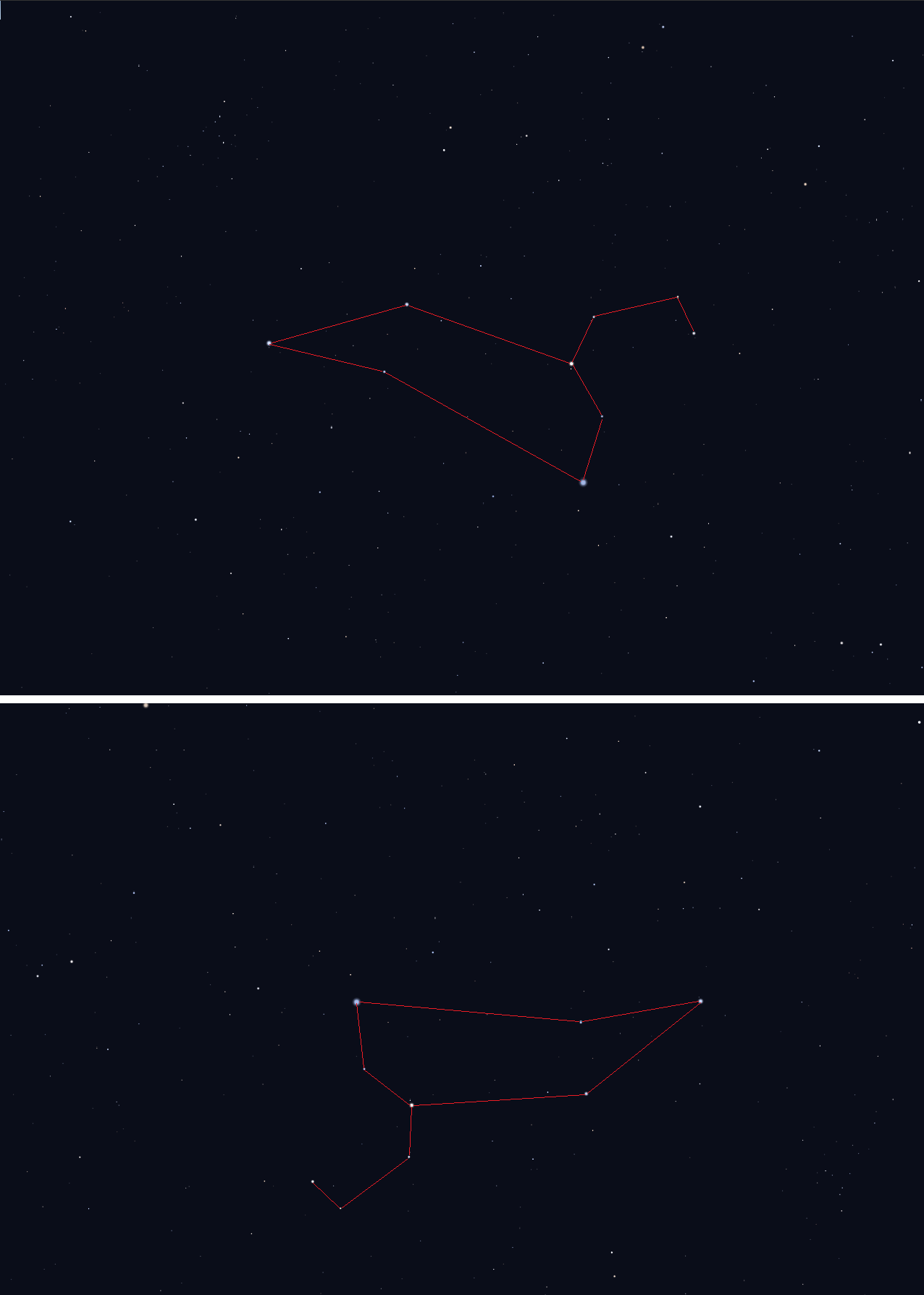
Los antiguos agruparon las estrellas en asterismos de manera que formen una figura más o menos parecida a lo que representan, y que siempre esté "en pie". Como en el hemisferio sur, las estrellas boreales se ven al norte y de forma invertida, lo mismo ocurre con las constelaciones, por lo que las figuras se ven iguales pero "al revés". En la imagen se ve a Leo (el león) desde el hemisferio norte (arriba) y el hemisferio sur (abajo).

Las constelaciones de la astronomía hindú se denominan nakshatra (नक्षत्र) o mansión lunar, que corresponden a cada una de las 27 divisiones del cielo, identificadas por la(s) estrella(s) más destacada(s) dentro de las mismas, por las cuales pasa la Luna durante su ciclo mensual. Por lo tanto, cada uno de ellos representa una división de la eclíptica similar a la del zodiaco occidental (13° 20' en lugar de los 30° para cada signo del zodiaco). El periodo orbital de la Luna es de 27.3 días, por lo que la Luna tarda aproximadamente un día para pasar a través de cada nakshatra.
El punto de partida para la nakshatras es el punto de la eclíptica directamente opuesto a la estrella Spica llamado Chitrā (que correspondería aproximadamente al comienzo de Aries). La eclíptica se divide en cada uno de los nakshatras hacia el este a partir de este punto.
La lista de Nakshatras se encuentra en los textos védicos, y también en el Shatapatha Brahmana. El primer texto de astronomía que enumera es el Vedanga Jyotisha de Lagadha. En la mitología hindú los Nakshastras fueron inventados por Daksha, y se personifican como las hijas de la deidad y las esposas de Chandra, el dios de la luna.
Cada uno de los nakshatras se rige por uno de los señores de los nueve graha en la siguiente secuencia:
- Ketu (nodo lunar)
- Shukra (Venus)
- Ravi o Suria (Sol)
- Chandra (Luna)
- Mangala (Marte)
- Rahu (nodo norte lunar)
- Gurú o Bríjaspati (Júpiter)
- Shani (Saturno) y
- Budha (Mercurio).

Este ciclo se repite tres veces para cubrir los 27 nakshatras.

### Constelaciones incas
Dentro de la Astronomía Inca, existían dos tipos de constelaciones: Las Constelaciones Estelares o Brillantes constituidas por estrellas individuales de magnitudes muy brillantes, que por sí mismas constituían una “constelación” y de otras que agrupadas o unidas al modo occidental (de estrella a estrella) forman figuras en el cielo nocturno. El segundo tipo de constelaciones lo constituyen las condensaciones de polvo y gas interestelar que a manera de manchas oscuras ocupan espacios dentro de la Vía Láctea formando las llamadas Constelaciones Oscuras o Negras.
Los astrónomos de la civilización inca identificaron diversas áreas oscuras de la Vía Láctea como animales, y los asociaron con la temporada de lluvias; debido a esto se les conoce como «constelaciones oscuras». Estas áreas son las que comúnmente se denominan nebulosas oscuras.
Es precisamente en Cuzco donde muchos investigadores han encontrado documentos de colonizadores españoles que describen el Templo del Sol, del cual irradiaban cuarenta y un ejes llamados ceques, cuya disposición implicaba lineamientos geománticos o astronómicos, que definían el valle en 328 huacas las cuales cumplían funciones rituales y políticas.
Los Incas conocían la revolución sinódica de los planetas, e igualmente construyeron un calendario lunar para las fiestas religiosas y uno solar para la agricultura. Para tal propósito utilizaron elementos como montículos alrededor de los pueblos para realizar astronomía observacional.
El calendario consistía en un año solar de 365 días, repartidos en 12 meses de 30 días y con 5 días intercalados. Se sabe que el calendario era determinado observando al Sol y a la Luna. Para fijar las fechas exactas del año y meses, Pachacútec dispuso la edificación de 12 torres o pilares localizados al este de la llacta del Cuzco, llamados sukanqas.
Los Incas daban mucha importancia a las constelaciones y estaban muy interesados en la medición del tiempo para fines agrícolas. Poseían sus propias constelaciones y para ellos la Vía Láctea era oscurecida por sacos de carbón. La astronomía jugó un papel muy importante para la construcción de sus ciudades.
Dentro de las constelaciones Estelares o Brillantes, cabe mencionar a las siguientes (Nombre occidental / Nombre quechua / Traducción al español):
- Sirio = Willka Wara (Estrella Sagrada)
- Canopus = Qolla Wara (Estrella de los Qollas)
- Achernar = K’ancha Wara (Estrella brillante) o Qatachillay (hay dos interpretaciones)
- Antares = Choqechinchay (El felino dorado)
- Aldebarán = Chuchu Qoyllur (Estrella que va adelante o al centro) o Chukchu Qoyllur (Estrella del Paludismo o terciana)
- Cúmulo Abierto M7 = Saramama (Madre Maíz) o Saramanka (Olla de Maíz)
- Cúmulo Abierto M45, Las Pléyades = Qollqa (Almacén, depósito) o Qoto (Manojo)
- Cúmulo Abierto, Las Híades = Qollqa
- Lira = La pequeña Llama de plata o Urkuchillay
- Escorpión = Choqechinchay o Amaru (Serpiente sagrada) (hay dos interpretaciones)
- Orión = Hatun Chakana (La Chakana grande) o Llaka Unancha – Llakachuqui (hay dos interpretaciones)
- Cruz del Sur = Huch’uy Chakana (La pequeña Chakana)
- Pegaso = Thunawa (Batán para la molienda)
- Cola del Escorpión = Qollqa
- Centro de la Galaxia = Kukamama o Kukamanka (Madre Coca u Olla de Coca)
- Cola de la Osa Mayor = Yakumama (Serpiente gigante de la selva)

Dentro de las Constelaciones Oscuras o Negras, podemos mencionar: (nombre quecha / traducción al español)
- Yakana o Qatachillay = La Llama Sideral
- Uña Llama o Huch’uy Llama = La cría de la Llama
- Atoq = el Zorro
- Michiq = El Pastor
- Kuntur = El Cóndor
- Lluthu = La Perdiz (dicen algunas fuentes que hay dos)
- Hanp’atu = El Sapo
- Mach’aqway = La Culebra (no confundir con el Amaru)
- Ukhumari = El Oso (confusamente ubicada)
- Taruka o Lluych’u = El Venado (confusamente ubicada)
- Puma (confusamente ubicada)
- Urk’uchillay = La Llama Negra (macho)

### Otras culturas precolombinas

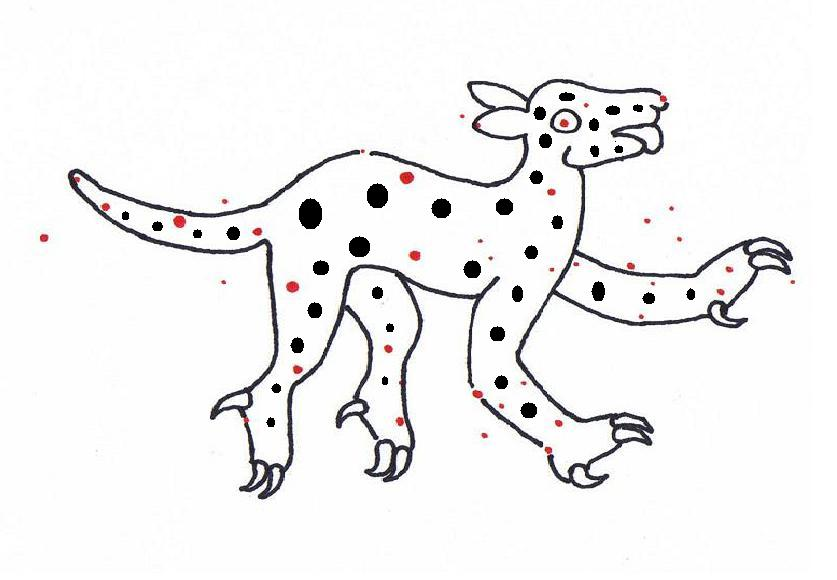
Para los nahuas la constelación de la Osa Mayor representaba un Jaguar (Ocelotl).

- Acerca de los mexicas, para quienes la palabra citlalli significaba “estrella”, se sabe que visualizaban en la bóveda celeste por lo menos unas 30 constelaciones. De las que se mencionan en las fuentes tenemos Citlaltianquiztli (El Mercado), Citlalxonecuilli (“Pie torcido”, una especie de pan enroscado), Citlalcólotl o Colotlixáyac (El Escorpión), Citlallachtli (La Cancha del juego de pelota “tlachtli”), Citlalmamalhuaztli, (Los Palos Saca-fuego), Citlalocélotl (El Jaguar), Citlalozomatli (El Mono) y Citlalcóatl (La Serpiente). De los trabajos en los que se reconstruye la bóveda celeste podemos citar a Hermann Beyer (1910), Escalona Ramos (1940) y Francisco Hernández (1989).

También se ha planteado la posibilidad que estuvieran representadas las veintenas como constelaciones, así lo ha dicho Yólotl González (1979) siguiendo a Diego Durán. Otros autores creen que así mismo, estaba plasmado un “zodíaco” de signos nahuas, esto último muy poco probable.
- Los muiscas reconocían la relación entre la salida heliaca de Sirio con el comienzo de la temporada de lluvias.
- Los mocovíes consideraban a la Vía Láctea como un camino, al que llamaban "nayic", que se adentraba en el monte y en el que a su largo se hallaba jalonado de numerosos asterismos relacionados con relatos de encuentros de chamanes con seres poderosos o "dueños", con los cuales pactaban para poder sobrevivir. Por los movimientos de la Galaxia los mocovíes determinaban los instantes de la noche y los ciclos anuales.[1]
En el caso particular de la zona de la Cruz del Sur, el puntero y sus estrellas cercanas representaban dos perros de caza y la cruz del sur en sí el cuerpo central del ñandú acechado, mientras que las restantes estrellas cercanas a la cruz completaban la figura del animal.[2]
- En la Patagonia septentrional, hacia el siglo XVI y XVII, se imaginaban que la Vía Láctea era la representación de un campo de cacería de ñandúes, donde los cazadores utilizaban boleadoras representadas por el "puntero" (α y β centauri) mientras que las Nubes de Magallanes representaban los cuerpos de los animales cazados y Las Pléyades (conocida en la región como Los siete cabritos) eran el nido del ñandú.[2]

### Otras culturas

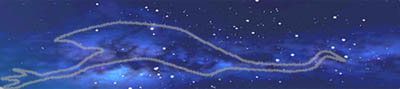
La constelación oscura del "Emú en el cielo", parte de la mitología aborigen australiana.

Otra cultura aborigen que reconocía figuras oscuras en el cielo eran los australianos, especialmente aquellos que vivían en el centro del continente. También los aborígenes sudamericanos consideraban las manchas oscuras de la Vía-Láctea (nubes con polvo interestelar que absorbe la luz de las estrellas) para formar sus "constelaciones". Una de sus figuras más representativas es "El Emú en el cielo", que abarcaba desde el Escorpión hasta la Cruz del Sur.

### Constelaciones zodiacales

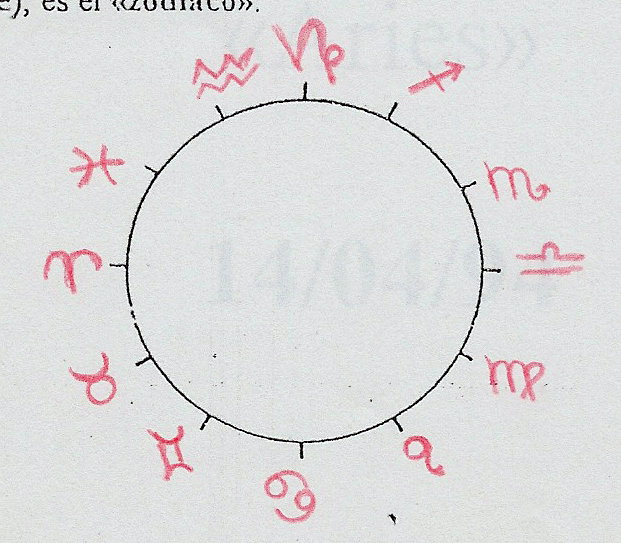
Símbolos Zodiacales

El zodíaco es una franja del cielo por donde, aparentemente, transitan el Sol y los planetas. Durante el siglo V a. C. dicha región fue dividida en doce partes iguales (una por cada mes del año) a las cuales dieron el nombre de la constelación más próxima (asterismos que muy bien podrían haber existido antes de la invención del zodíaco). Estas constelaciones son tradicionalmente las siguientes: Aries, Tauro (Taurus), Géminis (Gemini), Cáncer, Leo, Virgo, Libra, Escorpio (Scorpius), Sagitario (Sagittarius), Capricornio (Capricornus), Acuario (Aquarius) y Piscis (Pisces). Tras el establecimiento de los límites de las constelaciones en 1930, el Sol también cruza las constelaciones de Cetus y Ofiuco.

### Constelaciones de Ptolomeo

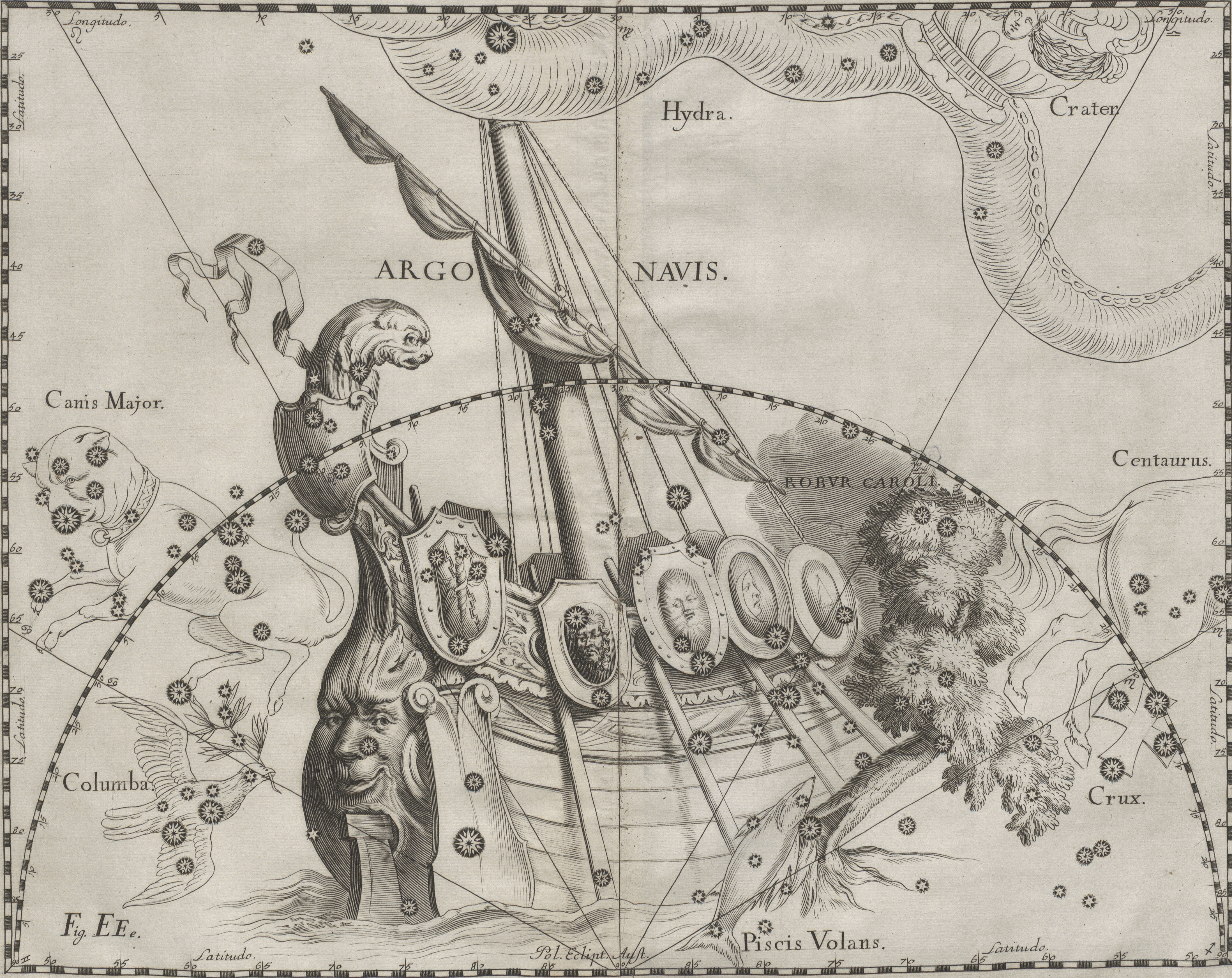
Argo Navis, la Nave Argo.

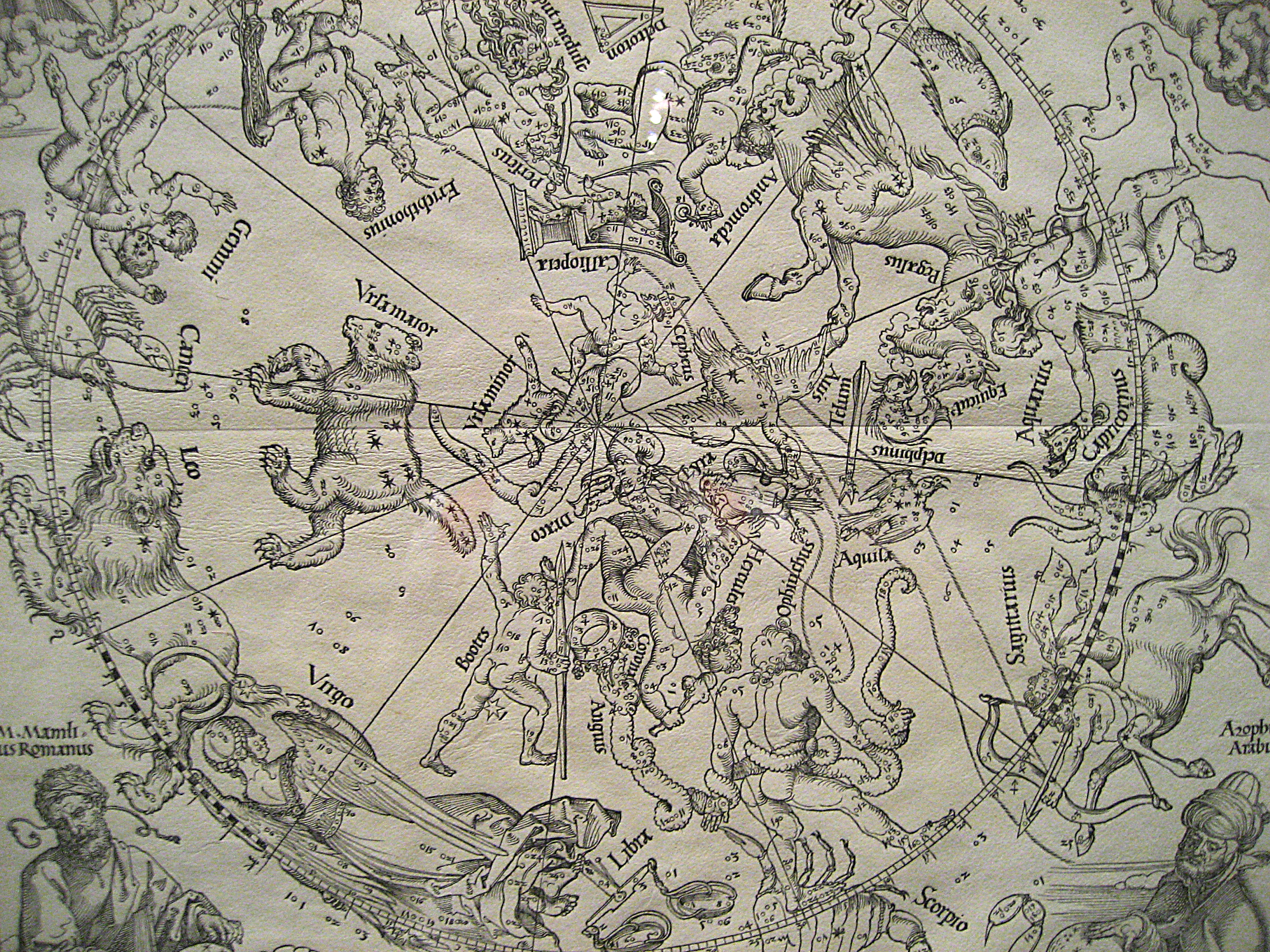
Las constelaciones de Ptolomeo (mapa de Durero, 1515).

Además de las doce constelaciones del Zodíaco antes presentadas, Ptolomeo recogió en su inventario otras 36 figuras:
- Andromeda o Andrómeda
- Aquila o el Águila
- Ara o el Altar
- Argo Navis o la Nave Argo
- Auriga o el Cochero
- Bootes o el Boyero
- Canis Maior o el Can Mayor
- Canis Minor o el Can Menor
- Cassiopeia o Casiopea
- Centaurus o el Centauro
- Cepheus o Cefeo
- Cetus o Ceto
- Corona Australis o la Corona Austral
- Corona Borealis o la Corona Boreal
- Corvus o el Cuervo
- Crater o la Copa
- Cygnus o el Cisne
- Delphinus o el Delfín
- Draco o el Dragón
- Equuleus o el Caballito
- Eridanus o el Erídano
- Hercules o Hércules
- Hydra o la Hidra
- Lepus o la Liebre
- Lupus o el Lobo
- Lyra o la Lira
- Ophiuchus u Ofiuco
- Orion u Orión
- Pegasus o Pegaso
- Perseus o Perseo
- Piscis Austrinus o el Pez Austral
- Sagitta o la Flecha
- Serpens o la Serpiente (Ofiuco divide esta constelación en dos partes: Serpens Caput o la Cabeza de Serpiente y Serpens Cauda o la Cola de Serpiente
- Triangulum o el Triángulo
- Ursa Maior o la Osa Mayor
- Ursa Minor o la Osa Menor

Las 48 constelaciones inscritas por Ptolomeo en el Almagesto fueron las únicas reconocidas en el mundo occidental hasta el final de la Edad Media. Con excepción de Argo Navis, que fuera dividida en cuatro constelaciones más tarde, todas ellas fueron adoptadas sin cambios por la Unión Astronómica Internacional.

### Constelaciones modernas

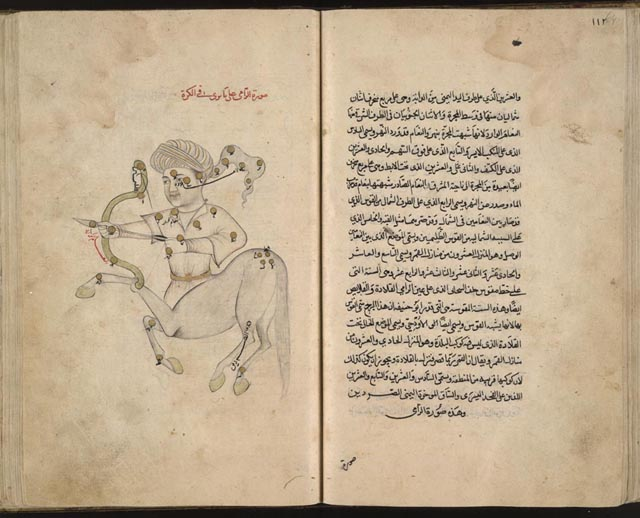
Sagitario en la obra del astrónomo árabe Abd Al-Rahman Al Sufi, Libro de las Estrellas Fijas escrito alrededor del 964.

El mundo occidental perdió el gran tratado astronómico de Ptolomeo por muchos años. Fueron los astrónomos árabes quienes heredaron el Almagesto (de ellos proviene el nombre por el cual se conoce generalmente) y expandieron sus observaciones. Estos destacados estudiosos del cielo añadieron algunas constelaciones que ya no se utilizan actualmente y expandieron otras ya existentes (como Eridanus, a la cual asignaron otra serie de estrellas más al sur). Su propósito fue describir e incorporar estrellas que no eran visibles desde Alejandría, pero sí desde el sur de sus dominios. Tras muchos años, hacia fines de la Edad Media, la obra de Ptolomeo es recuperada en Europa a través de traducciones en latín de fuentes árabes.
A partir del siglo XVI, cuando de Europa salieron navegantes a explorar los mares del sur, los marinos se encontraron, así mismo, con un cielo desconocido, cuyas estrellas requerían ser identificadas por ellos. Por lo tanto, y para que sirvieran de ayuda en la navegación, se idearon nuevas constelaciones.

#### Johann Bayer y «Uranometría»

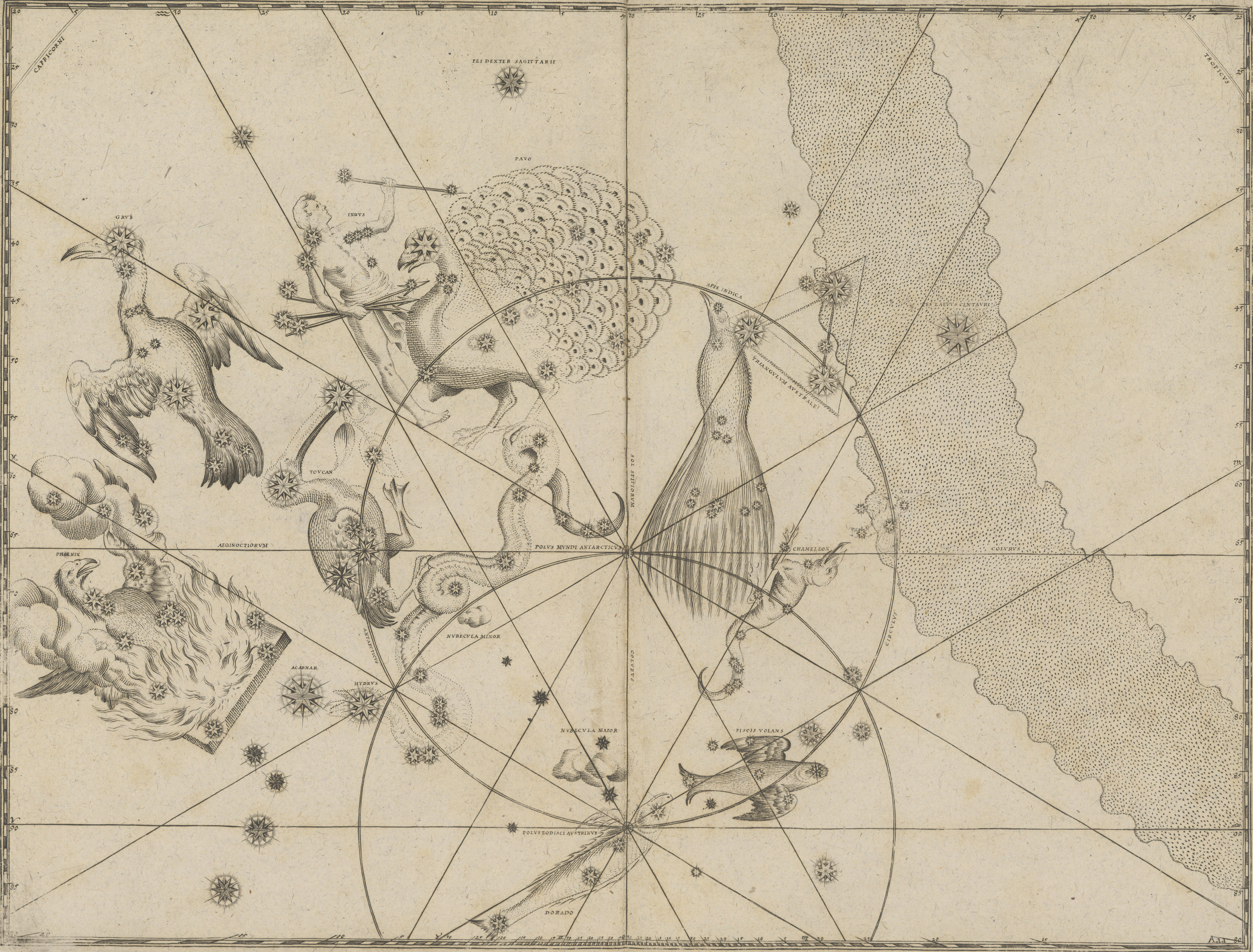
Las nuevas constelaciones del sur en Uranometria.

En 1603, el astrónomo alemán Johann Bayer publicó su obra Uranometria, el primer atlas astronómico en cubrir toda la esfera celeste. Además de incluir las 48 constelaciones de Ptolomeo, Bayer añadió 12 adicionales, trazadas para el hemisferio sur, único lugar en el mundo donde se veían. Las mismas habían sido originalmente cartografiadas por el navegante neerlandés Pieter Dirkszoon Keyser, asistido por Frederick de Houtman, durante un viaje por los mares del sur entre 1595 y 1596 (año en que muere Keyser en la expedición). La inclusión de estos nuevos grupos en el atlas de Bayer —la obra maestra de la época— aseguró su permancencia en la lista de constelaciones reconocidas. Estas fueron:
- Apus o el Ave del Paraíso
- Chamaeleon o el Camaleón
- Dorado o la Dorada
- Grus o la Grulla (antes Phoenicopterus o el Flamenco)
- Hydrus o la Hidra Macho
- Indus o el Indio
- Musca o la Mosca
- Pavo o el Pavo Real
- Phoenix o el Fénix
- Triangulum Australe o el Triángulo Austral
- Tucana o el Tucán
- Volans o el Pez Volador

Los nombres tan exóticos (para la época) de estas nuevas constelaciones, muchas de las cuales reflejaban las nuevas realidades descubiertas durante las grandes exploraciones de esos años les aseguraron un éxito inmediato. Tan es así que rápidamente se incorporaron a la lista de constelaciones antiguas y se siguen usando al presente.
La obra de Bayer trajo otro cambio de percepción en cuando a qué es una constelación. En el pasado, los griegos y demás pueblos de la antigüedad solo reconocían como parte de una constelación aquellas estrellas que se usaban para trazar las figuras legendarias. Lo demás simplemente era espacio vacío. Bayer, en cambio, con sus planos, comienza a asignar a todo punto en el cielo su lugar como parte de una constelación.

#### Otras creaciones europeas

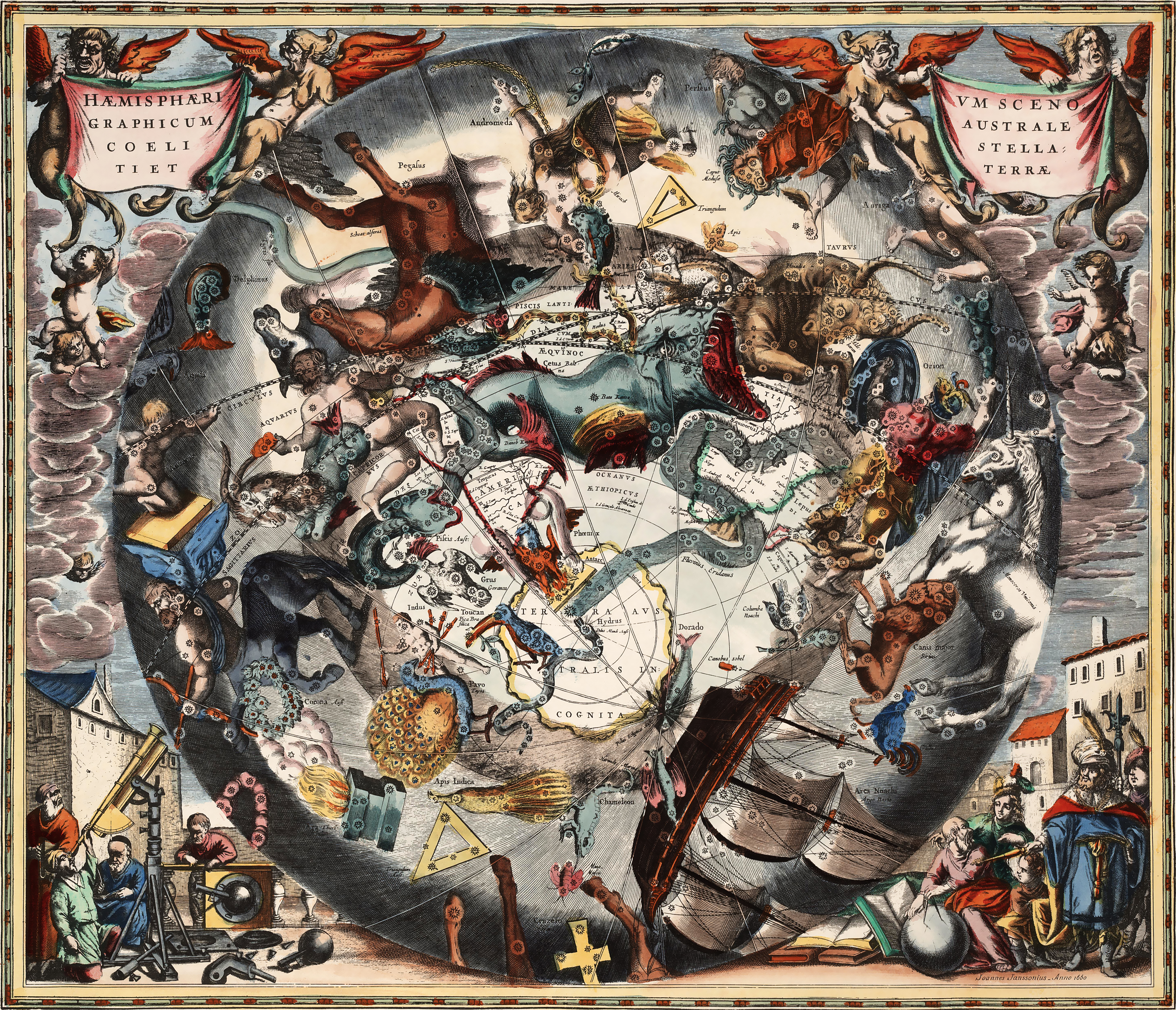
Constelaciones del sur, en la obra de Andreas Cellarius Harmonía Macrocosmica escrito en 1661.

A partir de Uranometria otros astrónomos europeos se vieron tentados en imponer sus propias creaciones, aunque no todos lograron el mismo éxito de Bayer.
En 1624, el también astrónomo alemán Jakob Bartsch introdujo cinco nuevas constelaciones entre las ya existentes:
- Monoceros o el Unicornio
- Camelopardalis o la Jirafa
- Crux o la Cruz del Sur
- Tigris o el Tigris
- Jordanus o el Jordán

Estas constelaciones también se acreditan a Pieter Platevoit (Petrus Plancius). Solo las tres primeras se incorporaron definitivamente a la lista de constelaciones actuales; las demás desaparecieron rápidamente.
Para la misma época, Tycho Brahe elevó al rango de constelación el antiguo asterismo de Coma Berenices o la Cabellera de Berenice, creada de estrellas pertenecientes anteriormente a Leo y Virgo.
En 1643, Anton de Rheita, tratando de cristianizar un poco el panteón estelar, ampliamente pagano, imaginó una figura de Jesús entre Leo e Hydra, pero dicha nueva constelación no tuvo buena acogida. Él mismo también propuso una Mosca (Musca Borealis) al lado de Aries, que más tarde fuera rebautizada como Lilium o la Flor de Lis durante el reinado de Luis XIV, el "Rey Sol". Es entonces cuando nombrar constelaciones se convirtió en un juego de corte, con el que los proponentes pretendían lograr la gracia de la monarquía.
En Francia, en 1679, Augustin Royer creó la constelación Columba o la Paloma, separando parte de la constelación Canis Maior. Además, identificó un grupo de estrellas entre Andrómeda, Cefeo y Pegaso, al cual nombró como el Cetro.
En Prusia, el astrónomo real Gottfried Kirch creó un segundo Cetro al sur de Eridanus, con el fin de hacer lo propio por su monarca. No obstante, ninguno de estos intentos de reivindicación real se impuso en la comunidad, por lo que los grupos nunca lograron el apoyo que necesitaba para integrarse a la lista de constelaciones reconocidas.

#### Johannes Hevelius

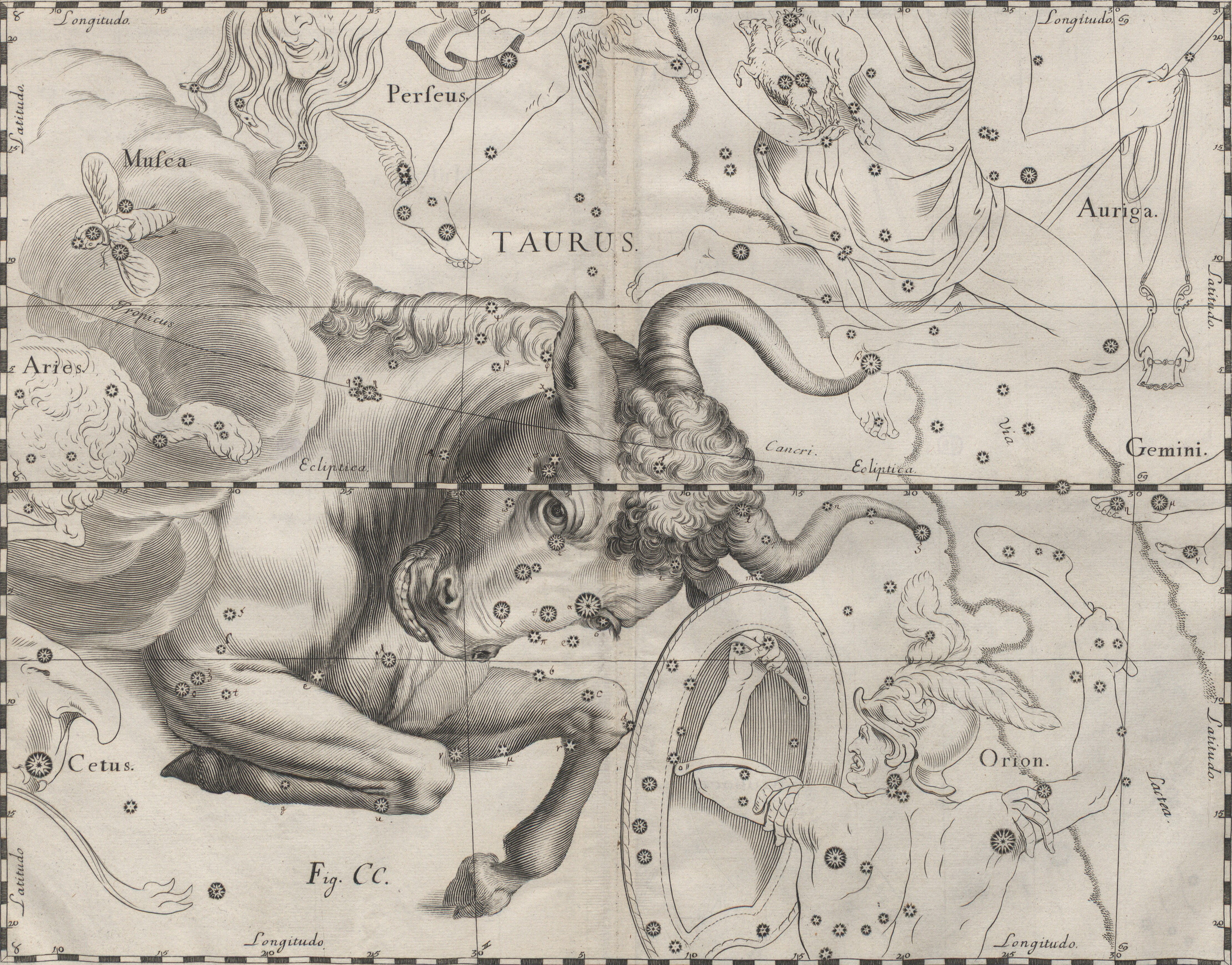
La constelación de Taurus en la obra de Johannes Hevelius Firmamentum Sobiescianum publicado en 1690.

Algunos años más tarde, para 1690, desde la ciudad de Dánzig (hoy Gdańsk) en la región polaca de Pomerania, Johannes Hevelius propuso otras constelaciones:
- Canes Venatici o los Perros de Caza
- Lacerta o el Lagarto, asterismo que correspondía al cetro de Augustín Royer
- Leo Minor o el León Menor
- Lynx o el Lince, un grupo de estrellas tan tenues, que el propio Hevelius decía que se necesitaban los ojos de un lince para poder verlas
- Sextans o el Sextante
- Vulpecula o la Raposa
- Scutum o el Escudo (de Sobieski); esta es la única constelación moderna que responde a un personaje histórico real (Juan III Sobieski, rey de Polonia), pero como generalmente solo se le conoce como Scutum, la relación con este monarca pasa totalmente desapercibida.

A diferencia de las anteriores, estas nuevas propuestas no estaban asociadas a algún monarca. Por ello, probablemente, lograron la aceptación de público con mayor facilidad. La excepción fue Scutum, que tuvo que perder el apellido para ser aceptada debidamente (hoy no se recuerda, para nada, que una vez tuvo abolengo).
Hevelius también propuso otros grupos que no tuvieron la suerte de estas siete. Estas fueron:
- Cerberus o Cerbero
- Mons Maenalus o el Monte Ménalo
- Triangulum Minor o el Triángulo Menor

#### Invenciones de Nicolás Lacaille
Nicolas Louis de Lacaille, un abad, astrónomo y matemático francés, que durante los años 1750 y 1751 vivió en el cabo de África del Sur, se propuso proseguir con la relación sistemática de las estrellas del cielo del hemisferio sur. En su obra Coelum australe stellíferum, publicada póstumamente en 1763, incluyó otros asterismos con el fin de cubrir espacios que todavía no respondían a constelación alguna. Las invenciones de Lacaille se diferencian de todas las anteriores, pues honran las creaciones del ingenio humano (que era la mentalidad de su época), en vez de animales y figuras mitológicas.
- Antlia o la Máquina Neumática
- Circinus o el Compás
- Caelum o el Buril
- Fornax o el Horno
- Horologium o el Reloj
- Mensa o la Mesa
- Microscopium o el Microscopio
- Norma o la Escuadra
- Octans o el Octante
- Pictor o el Caballete del Pintor
- Reticulum o el Retículo
- Sculptor o el Taller del Escultor
- Telescopium o el Telescopio, el primer grupo en honrar a aquellos que se dedican y se han dedicado al estudio de los astros.

A Lacaille también se debe el desmantelamiento de Argo Navis en cuatro constelaciones menores, que son las que llegan hasta nuestros días:
- Carina o la Quilla
- Puppis o la Popa
- Vela o la Vela
- Pyxis o la Brújula

#### Constelaciones australes
Entre 1877 y 1879 el Observatorio Nacional Argentino (hoy Observatorio Astronómico de Córdoba) publica el atlas y catálogo de la célebre Uranometría Argentina, que contienen las posiciones y brillo de todas las estrellas visibles a simple vista entre el polo Sur y la declinación -10°.
En este trabajo se realiza el ordenamiento y sistematización de las denominaciones estelares y límites de las constelaciones, los cuales fueron definidos inequívocamente.
El director del observatorio, Dr. Benjamin A. Gould, consulta con diversos astrónomos y lleva adelante un pormenorizado análisis y comparación de los límites constelacionales sugeridos por Bayer, Nicolas Louis de Lacaille y John Herschel. Considera especialmente las sugerencias efectuadas por el último de estos astrónomos. Como producto de esta extensa y detallada investigación resuelve el tema de las denominaciones de las constelaciones y sus fronteras del siguiente modo:
- Conserva únicamente las constelaciones propuestas por Ptolomeo y Johannes Hevelius, además de las 14 que fueron introducidas por Nicolas Louis de Lacaille, en oportunidad de la expedición astronómica que realizó entre 1751 y 1752 en Cabo de Buena Esperanza.
- La gigantesca y célebre constelación Argo Navis es definitivamente dividida en tres: Carina, Puppis y Vela.
- Uniformiza los nombres utilizando la forma latina y una sola palabra siguiendo un criterio después adoptado definitivamente. Solo tres casos tienen dos nombres debido a que tienen que distinguirse de una constelación boreal con igual denominación, y también Canis Maior para diferenciarla de Canis Minor.

Arregla los límites siguiendo meridianos de ascensión recta y paralelos de declinación, y cuanto esto no era posible, con curvas regulares aproximadas en lo posible a círculos mayores. Utiliza en las coordenadas el equinoccio de 1875.0.

### Constelaciones perdidas
Además de los grupos que se han mencionado previamente, que fueron propuestos, mayormente, durante el siglo XVII, y que nunca gozaron del aval de la comunidad, hay otra serie de asterismos que tuvieron una existencia muy efímera.
Un caso muy particular es el de la constelación de Antinous o Antínoo, probablemente la única constelación antigua que cayó en desuso. Se supone que Antínoo era la figura de un joven griego a quien el emperador Adriano favorecía. Sus estrellas correspondían a un pequeño grupo al sur de Aquila, el águila. Según versa la historia, Adriano creó esta constelación en el año 132 tras la muerte del adolescente (quien supuestamente se sacrificó para salvar la vida al emperador).
Otras constelaciones perdidas son:
- Apis o la Abeja (1603): esta se convirtió, posteriormente, en Musca Australis o la Mosca Austral, nuestra actual Musca.
- Cancer Minor o el Cangrejo Menor (1613)
- Cerberus o Cerbero, el perro que guarda las puertas del infierno.
- Custos Messium o el Guardián de la Cosecha (1775)
- Felis o el Gato (1805)
- Frederici Honores o Gloria Frederici, en honor de Federico el Grande, rey de Prusia (1787)
- Gallus o el Gallo (c. siglo XVII)
- Globus Aerostaticus o el Globo Aerostático (1798)
- Jordanus o el Jordán
- Lochium Funis o la Cuerda y la Línea, creada por Johann Elert Bode utilizando algunas estrellas de Pyxis (solo reconocido por él)
- Machina Electrica o la Máquina Eléctrica, el generador de electricidad (1800)
- Malus o el Mástil, el mástil de la Nave Argos
- Mons Maenalus o Monte Ménalo
- Musca Borealis o la Mosca Boreal
- Noctua o el Búho (previamente llamado Turdus Solitarius o Mirlo Solitario)
- Officina Typographica o la Oficina Tipográfica, esto es, la imprenta (c. siglo XVIII)
- Phoenicopterus o el Flamenco (1787)
- Polophylax o el Guardián del Polo, entendido como el polo sur (c. siglo XVII)
- Psalterium Georgii o el Arpa de Jorge, referido a Jorge III (1781)
- Quadrans Muralis o el Cuadrante Mural (1795)
- Ramus Pomifer o la Rama de Manzano
- Robur Carolinum o el Roble de Carlos, refiriéndose a Carlos II de Inglaterra (1679)
- Sceptrum Brandenburgicum o el Cetro de Brandemburgo (1688)
- Sceptrum et Manus Iustitiae o el Cetro de la Mano y Justicia (1679)
- Solarium o el Reloj de Sol
- Tarandus vel Rangifer o el Reno (1736)
- Taurus Poniatovii o el Toro de Poniatowski, referido a Estanislao II, rey de Polonia (1777)
- Telescopium Herschelii o el Telescopio de Herschel
- Testudo o la Tortuga
- Tigris o el Tigris
- Turdus Solitarius o el Tordo Solitario (1776)
- Triangulum Minor o el Triángulo Menor
- Vespa o la Avispa (c. siglo XVII)

## Las constelaciones en la actualidad

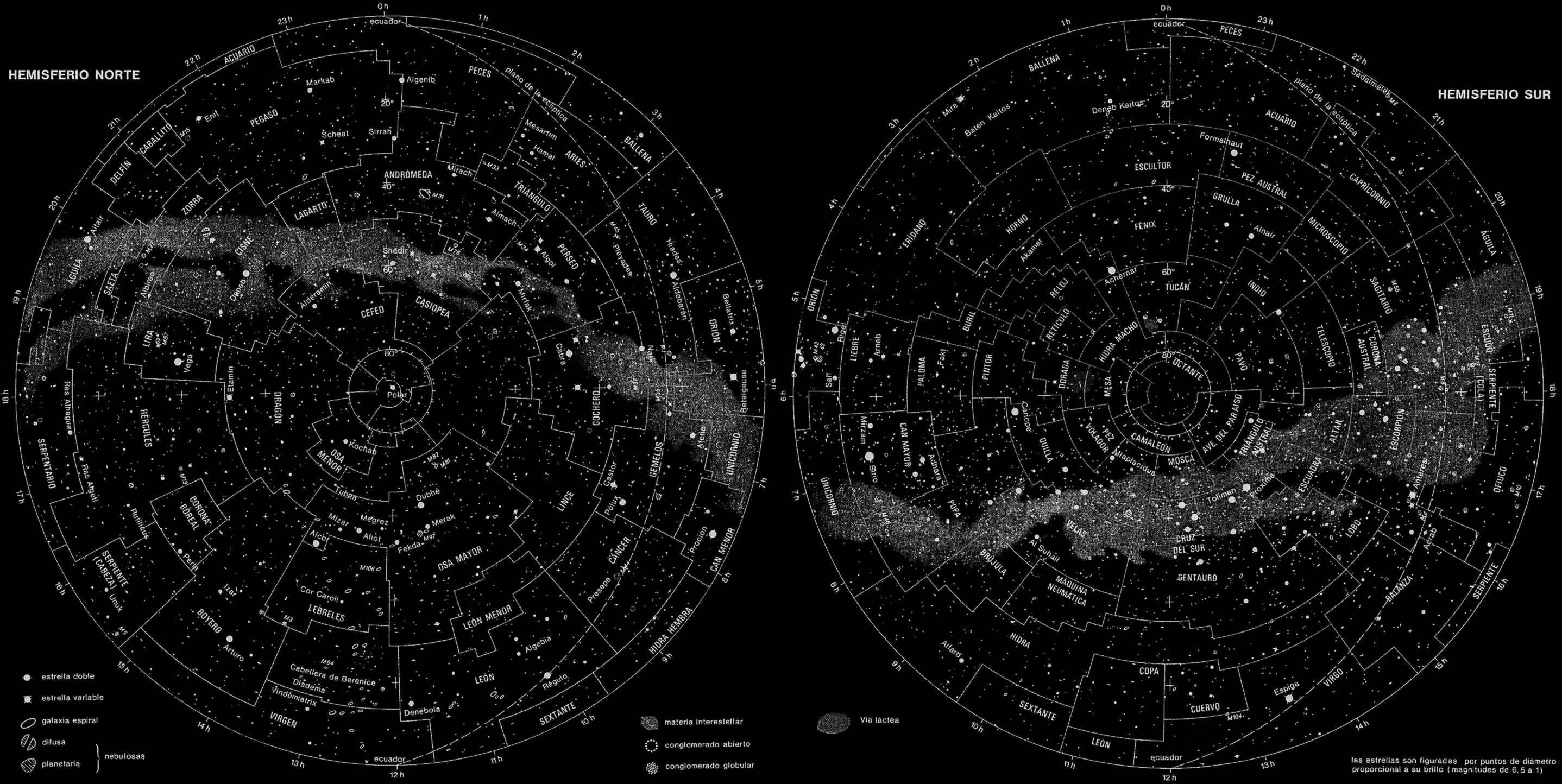
Carta moderna de las 88 constelaciones reconocidas por la Unión Astronómica Internacional.

Los límites de las constelaciones, en su gran mayoría, siguen los trazos, igualmente imaginarios, impuestos por la Unión Astronómica Internacional de 1928 a 1930. Estas fronteras utilizan como guía las líneas de declinación y ascensión recta para la época 1875,0 (es por ello que no hay líneas diagonales). Desde entonces, y debido a la precesión (el desplazamiento del eje de la Tierra con respecto a las estrellas), esos límites se han desplazado, pero el área cubierta por cada signo se ha mantenido igual.
Según esos límites, la Cruz del Sur es la constelación más pequeña del cielo: con solo 68 grados cuadrados cubre apenas el 1/600 del cielo. La más grande es Hydra, que con 1300 grados cuadrados cubre el 3% del total celeste. Y las tres constelaciones más grandes cubren el 10% del cielo, o sea, tanto como las 27 más chicas.
En nuestros días, las constelaciones han perdido la importancia que años atrás poseían. Ahora los astrónomos profesionales se refieren a los objetos por su posición en la esfera celeste, usando el sistema de coordenadas. En términos generales, solo los astrónomos aficionados siguen conociendo y estudiando las constelaciones.

## ¿Cómo observar las constelaciones?
Para poder identificar correctamente las constelaciones, es necesario poder ver las estrellas que dibujan sus figuras. Las personas que viven en las ciudades o áreas limítrofes ven muy pocas de ellas porque la contaminación lumínica afecta adversamente la visibilidad de los astros más tenues. Se recomienda buscar un lugar oscuro. Es necesario ante todo, si queremos aprenderlas de manera rigurosa y correcta, que empecemos por una, es decir la primera que hemos visto y reconocido en nuestra vida. A partir de aquí, nos vamos trasladando con la vista a las constelaciones que esta tiene a su lado, siempre y cuando tengamos un mapa del cielo nocturno o una guía para simple vista (se llama así a lo que necesitamos para identificar los dibujos del papel en la esfera celeste; se puede comprar una en cualquier librería). Una vez hemos identificado una constelación en el cielo nocturno, las demás las sacaremos automáticamente, lo difícil es la primera, debemos de buscar a una persona que conozca una, solo una, con eso bastará para empezar en el mapa.

## Las constelaciones y ejemplos
En la antigüedad, solo unas pocas estrellas brillantes recibieron nombres propios (inclusive, algunas eran consideradas constelaciones en sí mismas). Posteriormente, los árabes, con su dedicación a la observación astronómica, asignaron nombres a muchas otras. En su gran mayoría respondían a la posición que corresponde a cada astro dentro de su constelación. Aldebarán, la estrella más brillante de Tauro, proviene del árabe al-Dabaran (الدبران), que significa ‘el que sigue’ (a las Pléyades). En esa misma constelación también se encuentra Alnath (o Elnath), del árabe an-Nath (النطح), que significa ‘[la punta de] el cuerno’.
Además de los nombres propios tradicionales (de origen griego, latino o árabe), las estrellas reciben un nombre formado por una letra del alfabeto griego en minúscula, siguiendo en orden decreciente de su magnitud aparente (en términos generales, aunque la secuencia no se aplica en algunos casos). Este sistema fue iniciado por Johann Bayer a comienzos de siglo XVII. Más tarde, John Flamsteed asignó números arábigos para identificar las estrellas de cada constelación. En ambos sistemas, a las letras o números sigue el genitivo latino del nombre de la constelación. Así, Aldebarán y Alnath son también conocidas como Alfa (α) y Beta (β) Tauri en el sistema de Bayer, u 87 y 112 Tauri en el sistema de Flamsteed, respectivamente. También pueden recibir otros nombres, dependiendo de los diversos catálogos que se han compilado y de los que forman parte. De tal forma, una misma estrella puede recibir muchas denominaciones.
Las estrellas dobles o variables siguen otras nomenclaturas, de acuerdo a sus respectivos catálogos. Igualmente, dentro de los límites de las constelaciones existen otros objetos que no son estrellas (nebulosas planetarias, galaxias, etc.) y que han sido clasificados y denominados siguiendo varios catálogos adicionales (Messier, NGC, IC). El primero que hizo una clasificación de esta índole fue Charles Messier; así, por ejemplo, M31 designa a la Galaxia de Andrómeda.